# Elaver tenera
Elaver tenera är en spindelart som först beskrevs av Pelegrín Franganillo Balboa 1935.  
Elaver tenera ingår i släktet Elaver och familjen säckspindlar. Artens utbredningsområde är Kuba. Inga underarter finns listade i Catalogue of Life.